# Bundestagswahlkreis Lingen
Der Bundestagswahlkreis Lingen war ein Wahlkreis für die Wahlen zum Deutschen Bundestag in Niedersachsen. Er umfasste zuletzt das Gebiet des Landkreises Lingen und des ehemaligen Landkreises Bersenbrück, der 1972 im Landkreis Osnabrück aufging.

## Geschichte
Der Wahlkreis war bei der Bundestagswahl 1949 die Nummer 5 der niedersächsischen Wahlkreise. Für die Bundestagswahlen 1953 bis 1961 hatte er die Nummer 27 und schließlich ab der Bundestagswahl 1965 die Wahlkreisnummer 32. Bei den Bundestagswahlen 1949 bis einschließlich 1961 hieß der Wahlkreis Bersenbrück - Lingen, danach Bersenbrück und bei der Bundestagswahl 1976 schließlich Lingen. Der Wahlkreis galt als Hochburg der CDU. Das Direktmandat konnte von den CDU-Kandidaten seit 1953 stets mit über 60,0 % der abgegebene Erststimmen gewonnen werden.
Das Wahlkreisgebiet wurde in den Jahren seines Bestehens kaum verändert. Es bestand die gesamte Zeit über aus dem Gebiet der Landkreise Lingen und Bersenbrück. Hinzu kam noch das Gebiet der zum Landkreis Meppen gehörigen Gemeinden Geeste, Haselünne und Meppen. Leichte Gebietsveränderungen traten aufgrund der im Laufe der Jahre vorgenommenen Eingemeindungen ein. Zur Bundestagswahl 1969 ging das Gebiet der ehemaligen Gemeinde Bakerde, die bereits 1964 in der neuen Gemeinde Herzlake aufgegangen war, an den Wahlkreis Emsland. Vor der Bundestagswahl 1976 verlor der Wahlkreis Lingen auch die in die Gemeinde Herzlake eingegliederten Gemeinden Bookhof, Felsen und Neuenlande sowie die der Samtgemeinde Herzlake zugeschlagene Gemeinde Dohren an den Wahlkreis Emsland. Im Gegenzug gewann der Wahlkreis vor der Bundestagswahl 1976 das Gebiet der ehemaligen Gemeinde Dalum, das nun zur Gemeinde Geeste gehörte.
Im Zuge der Neuordnung der Wahlkreise vor der Bundestagswahl 1980 wurde der Wahlkreis aufgelöst und das Wahlkreisgebiet auf die neu geschaffenen Wahlkreise Mittelems und Osnabrück-Land aufgeteilt.

## Abgeordnete
Direkt gewählte Abgeordnete des Wahlkreises waren:
| Jahr | Name              | Partei | Anteil der Erststimmen |
| ---- | ----------------- | ------ | ---------------------- |
| 1976 | Burkhard Ritz     | CDU    | 64,4 %                 |
| 1972 | Burkhard Ritz     | CDU    | 61,2 %                 |
| 1969 | Burkhard Ritz     | CDU    | 64,7 %                 |
| 1965 | Burkhard Ritz     | CDU    | 66,8 %                 |
| 1961 | Clemens Hesemann  | CDU    | 64,4 %                 |
| 1957 | Clemens Hesemann  | CDU    | 63,2 %                 |
| 1953 | Heinrich Eckstein | CDU    | 65,1 %                 |
| 1949 | Heinrich Eckstein | CDU    | 36,3 %                 |